# Pseudocedrela kotschyi

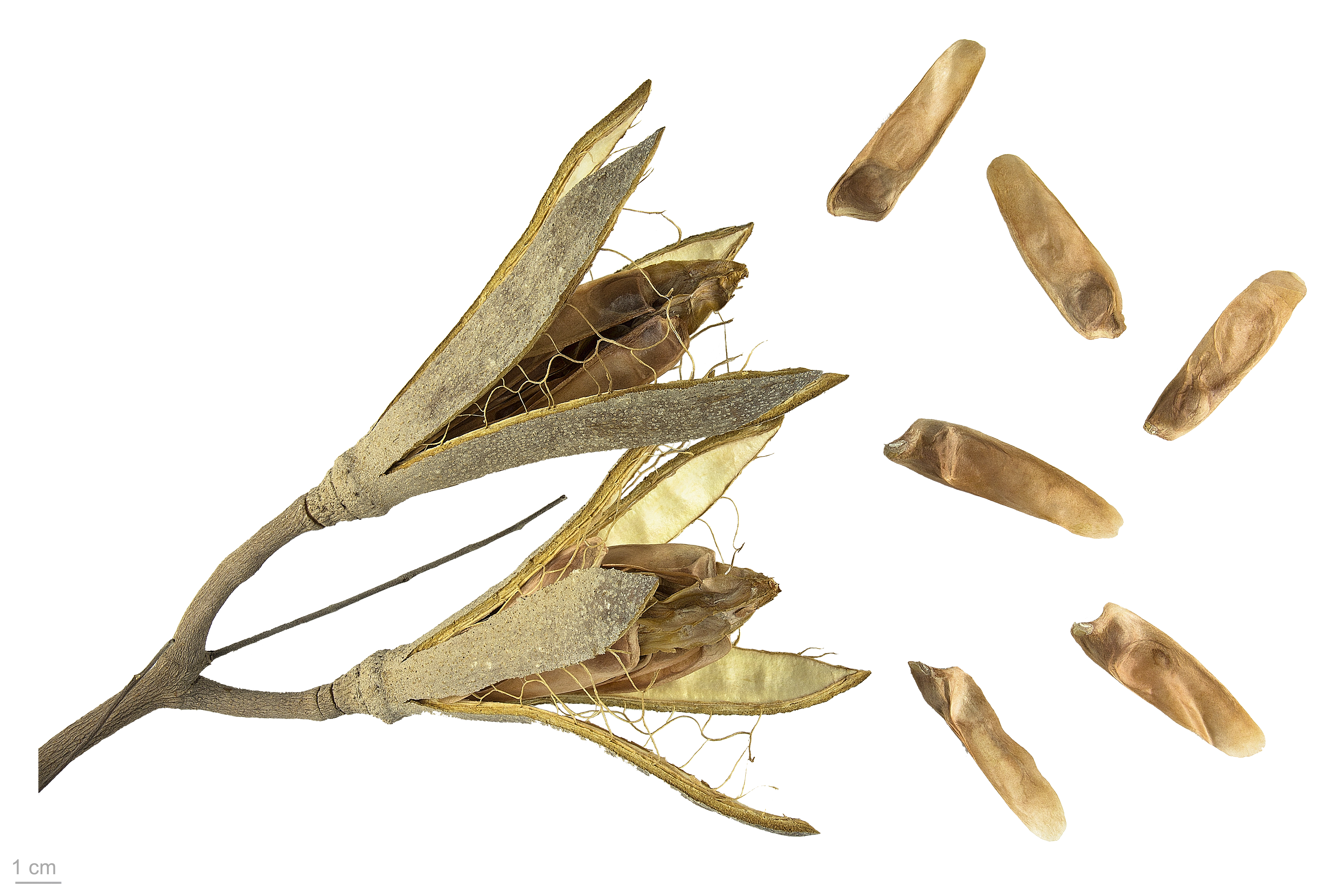
Pseudocedrela kotschyi - MHNT

Pseudocedrela es un género monotípico de plantas fanerógamas perteneciente a la familia Meliaceae.  Su única especie, Pseudocedrela kotschyi, crece en valles y zonas pantanosas de sabanas arboladas entre los 120 y 1200 metros de altitud de África tropical, desde Senegal hasta Etiopía.

## Descripción
Pseudocedrela kotschyi es un árbol de tamaño medio que puede alcanzar los 20 metros de altura y 2 metros de circunferencia aunque habitualmente no supera los 9 metros debido a la limitación que en su crecimiento provocan los frecuentes fuegos de la zona de sabana en la que habita. Su corteza de color grisácea se encuentra característicamente fisurada formando un patrón similar a escamas. Las ramificaciones son muy profusas y aparecen muy cerca de la base, verticalizando rápidamente para formar una corona amplia, con morfología piramidal de hasta 2 metros de circunferencia. Sus hojas jóvenes son plateadas y tornan a color verde con la madurez. Estas hojas son pinnadas con hasta 30 centímetros de longitud. Cada uno de los 6 a 9 foliolos tiene el margen ondulado o dentado, la punta roma, la superficie pilosa y alcanza entre 10 y 12 centímetros. Presenta inflorescencias en panículas con flores de color blanco fuertemente fragantes. Los frutos son cápsulas erectas muy lignificadas de 7 a 14 centímetros de longitud con dehiscencia apical en cinco valvas que permanecen unidas en su base y que mantienen conexión entre sí mediante fibras leñosas. En cada uno de los lóculos del fruto se producen 5 semillas aladas.

## Propiedades
Este árbol es frecuentemente utilizado en carpintería debido a la dureza de su madera, similar a la caoba y a su fácil cultivo. También se conoce su uso como veneno para flechas en Nigeria y Costa de Marfil.
En la medicina tradicional de los países en los que crece sus hojas, corteza, raíces, troncos y ramas son utilizadas para el tratamientos de multitud de enfermedades. Destaca su uso para el tratamiento de problemas cutáneos tales como erupciones o dermatomicosis, de problemas del sistema digestivo y excretor como hemorroides, retención urinaria, cirrosis, diarrea, úlceras, meteorismo, dolor intestinal actuando como laxante, depurativo o diurético y para eltratamiento de parasitosis como paludismo, brucelosis, sífilis o tripanosomiasis.
De su madera y raíz se han extraído varios compuestos que han demostrado actividad antibacteriana en pruebas con ratas.
El diclorometano presente en la raíz actúa contra Leishmania donovani, el 7-diacetil-7-oxogenunin y el 7-deacetilgenunin tiene actividad contra el anterior parásito y contra Trypanosoma brucei rhodesiense, Trypanosoma cruzi y Plasmodium falciparum y el 7-diacetoxi-7-hidroxi-gedunin contra el virus VIH.
Los extractos de etanol de las hojas tienen actividad antihelmítica en rumiantes contra Haemonchus contortus y Ascaris suum.

## Taxonomía
Pseudocedrela kotschyi fue descrita originalmente por Georg August Schweinfurth como Cedrela kotschyi y posteriormente renombrada con el nombre actual en Botanische Jahrbücher für Systematik, Pflanzengeschichte und Pflanzengeographie 22: 154. 1895 por Hermann Harms.
Sinonimia
- Cedrela kotschyi Schweinf.	basónimo
- Surenus kotschyi (Schweinf.) Kuntze